# 2064
Rok 2064 (MMLXIV) gregoriánského kalendáře začne v úterý 1. ledna a skončí ve středu 31. prosince.

## Předpokládané a naplánované události
- 21. listopadu – 100. výročí zhotovení mostu Verrazano-Narrows Bridge
- Budou se konat Letní olympijské hry 2064